# 仙台雑煮
仙台雑煮（せんだいぞうに）は宮城県仙台市の郷土料理。焼きハゼを用いた雑煮である。ハゼ雑煮とも呼ばれる。

## 概要
椀からはみ出すほどの大きな焼きハゼを乗せるのが特徴。出汁も焼きハゼから取り、他の具材にハラコ（イクラ）、仙台セリ、ひき菜などが使用される。
ひき菜は、ダイコン、ニンジン、ゴボウを細切りにして湯通ししたものを外気にさらして凍らせた食材である。
かつて、松島湾ではハゼが豊漁で、焼きハゼを作る小屋も数多くあったが、近年はハゼの不漁もあって年々高価になってきている。阿武隈川を遡上してきた鮭からとれたハラコも近年は高価になってきており、全体的に仙台雑煮は高級になっていく一方となっている。
ハゼを雑煮に用いる（および、ハゼで出汁を取る）のは仙台市のみであるが、ひき菜を雑煮に使うのは宮城県全域で行われており、ひき菜雑煮とも呼ばれる。宮城県山間部では鶏肉や雉肉から出汁をとり、沿岸部では焼きはも（穴子のこと）で出汁を取る。この他、ホヤ、アワビ、スルメ、ウサギなどで出汁を取ったとする文献もある。

## 歴史
江戸時代末期から食されている雑煮とされる。
なお、伊達政宗が食していた雑煮はこの仙台雑煮ではなく、干しアワビ、干しナマコ、ニシンの出汁の雑煮だったとの記録がある。
また、不昧として知られる松平治郷の正室が仙台藩主・伊達宗村の九女であったため、不昧流家元では正月3日に仙台雑煮を食す。